# ディスノミア (衛星)
ディスノミア ((136199) Eris I Dysnomia) は、準惑星 (136199) エリスの衛星である。
2005年にマイケル・ブラウンにより発見され、仮符号 S/2005 (2003 UB313) 1 が与えられた。2006年9月13日に正式な符号が与えられると同時に命名された。名前は不和の女神エリスの娘で、無法の女神デュスノミアーに因む。

## 発見
2005年、ハワイ・マウナケアにあるW・M・ケック天文台の補償光学チームは、新たに導入されたレーザーガイド星補償光学系を使って4つの明るい太陽系外縁天体である冥王星、2003 EL61（ハウメア）、2005 FY9（マケマケ）、2003 UB313（エリス）を観測した。9月10日に行われた観測によってエリスに一つの衛星が発見された。

## 性質
この衛星はエリスに対して1/60の明るさで、直径は1/8である。1回だけの観測で、エリスの質量を推定するには不十分であるものの、衛星の軌道要素のうちいくつかのパラメーターは推測された。公転周期14日というのがそのうちの一つである。
ケック望遠鏡とハッブル宇宙望遠鏡の結果を組み合わせ、この衛星を用いてエリスの質量を定め、軌道要素が推定された。軌道周期は15.774±0.002 日であると推定された。 これらの観測から、ディスノミアはエリスを円軌道に周回しており、その半径が37350±140 kmであることが示された。 これにより、エリスの質量が冥王星の1.27倍であることが明らかとなった。

## 形成
現在、既知の4つの冥王星型天体のうち全てが衛星を持つことが知られている。一方、より暗い外縁天体では10%しか衛星が発見されていない。このことから、大きな外縁天体は過去に頻繁に衝突を起こしていると信じられている。直径1,000 kmクラスの天体同士が衝突すると、膨大な量の破片が宇宙空間に撒き散らされ、それらが合体して衛星になり得る。地球と月が同じような過程で生成したと考えられている（ジャイアント・インパクト説）。

## 名前
発見者であるマイケル・ブラウンの提案が承認され、ディスノミア（ギリシア語: Δυσνομία）と命名された。これは、主星に関連する下位の神の名前から名前を取るという、衛星の命名に関する伝統に一致する。また、デュスノミアが無法 (lawlessness) の女神であることと、テレビドラマ『ジーナ』で主役を演じるルーシー・ローレス (Lucy Lawless) を掛けている。正式な命名以前は、エリスとディスノミアはそれぞれ「ジーナ」と「ガブリエル」と呼ばれていた。ガブリエルは劇中でジーナの相方として登場する。ブラウンは冥王星の衛星カロン (Charon) の発見者ジェームズ・クリスティーが、彼の妻であるシャーリーン (Charlene) と最初の文字が一致する名前を選んで命名したことを挙げ、ディスノミア (Dysnomia) とブラウンの妻ダイアン (Diane) の一文字目が一致していると註釈している。